# Omaha
Omaha je největší město ve státě Nebraska v USA. V současnosti je sídlem mnoha finančních institucí (např. PayPal). Ve městě žije přibližně 486 tisíc obyvatel. Narodil se tady a své sídlo zde má miliardář Warren Buffett. Dále se zde narodil Doug Ingle, člen skupiny Iron Butterfly. Podle tohoto města byl pojmenován sektor vylodění v Normandii, kde měli Spojenci největší ztráty na životech.
Město bylo založeno v roce 1854 u řeky Missouri. Během devatenáctého století se díky své poloze uprostřed Spojených států stalo významným dopravním uzlem.

## Demografie
Podle sčítání lidu z roku 2010 zde žilo 408 958 obyvatel, což činilo Omahu 42. největším městem v USA. Včetně jejích předměstí, která zasahují do 8 okresů, je Omaha 60. největší aglomerací v USA (dle dat z roku 2010) s odhadovanými 877 110 obyvateli. Více než 1,2 milionů obyvatel bydlí v okruhu do 50 mil (80 km) od centra, a tvoří velkou Omahu. Podle sčítání lidu z roku 2020 počet obyvatel města vzrostl na 486 051.

### Rasové složení
- 73,1 % bílí Američané
- 13,7 % Afroameričané
- 0,8 % američtí indiáni
- 2,4 % asijští Američané
- 0,1 % pacifičtí ostrované
- 6,9 % jiná rasa
- 3,0 % dvě nebo více ras

Obyvatelé hispánského nebo latinskoamerického původu, bez ohledu na rasu, tvořili 13,1 % populace.

## Osobnosti
- Fred Astaire (1899–1987), americký choreograf, tanečník a herec
- Gerald Ford (1913–2006), 38. prezident Spojených států amerických
- Montgomery Clift (1920–1966), americký herec
- Lawrence Klein (1920–2013), americký ekonom
- Marlon Brando (1924–2004), americký herec
- Malcolm X (1925–1965), americký islámský duchovní a bojovník za lidská práva
- Warren Buffett (* 1930), americký miliardář, investor, obchodník a filantrop
- Barry Barish (* 1936), americký fyzik, nositel Nobelovy ceny
- Nick Nolte (* 1941), americký herec
- Terry Goodkind (1948–2020), americký spisovatel
- Clayton Anderson (* 1959), americký astronaut
- Nicholas Sparks (* 1965), americký spisovatel
- Jorge Garcia (* 1973), americký herec
- Jackson Withrow (* 1993), americký tenista

## Fotogalerie

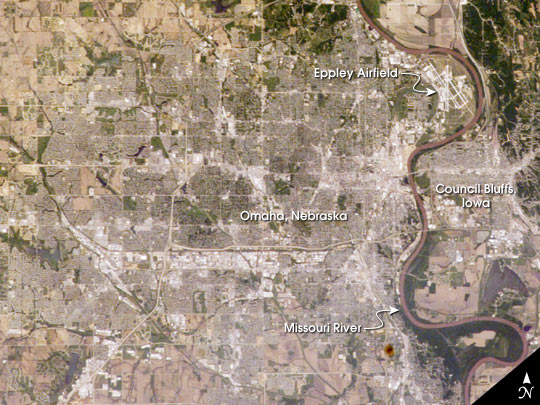
Satelitní snímek
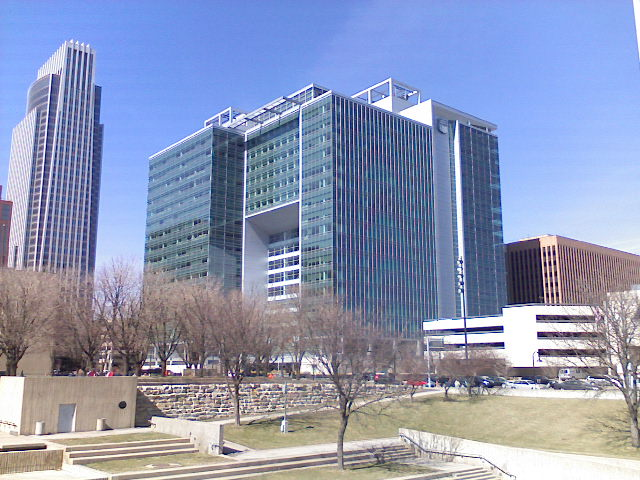
Centrum Union Pacific
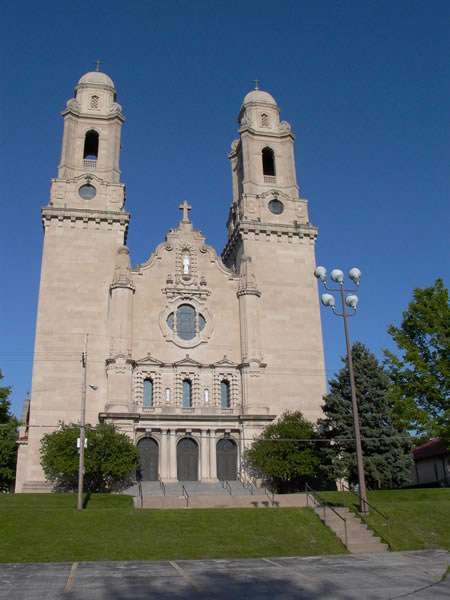
Katedrála sv. Cecilie
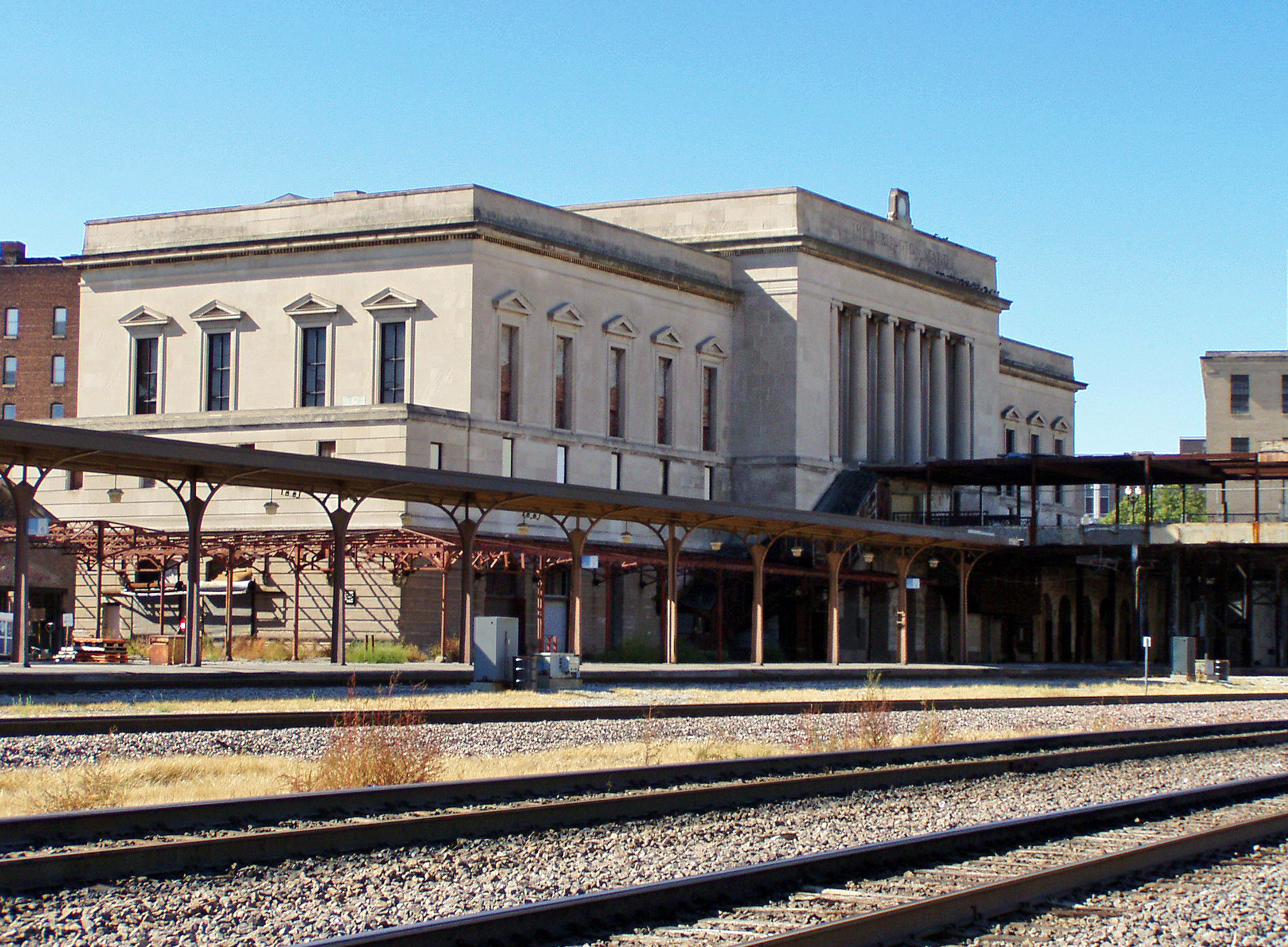
Železniční stanice Omaha Burlington Station

## Partnerská města
Partnerskými městy Omahy jsou:
- Braunschweig, Německo (1992)
- Carlentini, Itálie (2024)
- Isigny-Omaha, Francie (2023)
- Jamestown, Ghana (2025)
- Jen-tchaj, Čína (2010)
- Naas, Irsko (2002)
- Šiauliai, Litva (1996)
- Šizuoka, Japonsko (1965)
- Xalapa, Mexiko (2002)